# Ostrožin
Ostrožin je naselje u Republici Hrvatskoj, u sastavu Općine Gvozd, Sisačko-moslavačka županija. 

## Stanovništvo
Prema popisu stanovništva iz 2001. godine, naselje je imalo 64 stanovnika te 33 obiteljskih kućanstava.
| broj stanovnika | 845   | 821   | 805   | 942   | 1052  | 1259  | 1238  | 1280  | 1019  | 1052  | 904   | 784   | 578   | 393   | 64    | 32    | 22    |
|                 | 1857. | 1869. | 1880. | 1890. | 1900. | 1910. | 1921. | 1931. | 1948. | 1953. | 1961. | 1971. | 1981. | 1991. | 2001. | 2011. | 2021. |

## Poznate osobe
- Ognjeslav Utješinović Ostrožinski, hrv. političar, ilirac, varaždinski župan